# بازی با قلب
بازی با قلب (به انگلیسی: Playing by Heart) فیلمی‌ست محصول سال ۱۹۹۸ با بازی آنجلینا جولی و شون کانری و به کارگردانی ویلارد کارل.

## بازیگران
- جیلین اندرسون
- الن برستین
- شون کانری
- آنتونی ادواردز
- آنجلینا جولی
- جی مهر
- رایان فیلیپ
- دنیس کواید
- جنا رولندز
- جان استوارت
- مادلین استو